# Felipe Yáñez de la Torre
Felipe Yáñez de la Torre (Cózar, 21 de gener de 1953) va ser un ciclista espanyol que fou professional entre 1977 i 1988, anys durant els quals aconseguí 21 victòries.
Va debutar com a ciclista professional a l'equip basc Kas. Fou un bon escalador, especialitzat en la lluita pel Gran Premi de la Muntanya, el qual aconseguiria en dues ocasions a la Volta a Espanya. En aquesta mateixa cursa guanyà dues etapes. Durant la Volta a Espanya de 1987 va guanyar una altra etapa, però va ser desqualificat per dopatge i aquesta passà a mans d'Antoni Esparza.

## Palmarès
- 1973
  - 1r al Memorial Valenciaga
- 1977
  - Vencedor d'una etapa de la Volta a Aragó
  - Campió d'Espanya per Regions (CRE) (amb Àlaba)
- 1978
  - Vencedor d'una etapa de la Volta a Aragó
- 1979
  - Vencedor d'una etapa de la Volta a Espanya i 1r del Gran Premi de la Muntanya
  - Vencedor d'una etapa de la Volta a Cantàbria
- 1980
  - 1r al Circuit de Getxo
  - 1r al Gran Premi de Laudio
  - Vencedor d'una etapa de la Volta a Euskadi
  - Vencedor d'una etapa de la Volta a Cantàbria
  - Vencedor d'una etapa de la Volta a Castella
- 1981
  - Vencedor d'una etapa de la Volta a Astúries
- 1983
  - 1r de la Vuelta a los Valles Mineros i 1r del Gran Premi de la Regularitat
  - Vencedor d'una etapa de la Volta a Burgos
- 1984
  - Vencedor d'una etapa de la Setmana Catalana
  - 1r del del Gran Premi de la Muntanya de la Volta a Espanya
- 1985
  - Vencedor d'una etapa de la Volta a Múrcia
  - 1r a Sòria (Trofeu Castilla y Leon)
- 1986
  - 1r de la Setmana Catalana i vencedor d'una etapa
  - Vencedor d'una etapa de la Volta a Espanya
- 1988
  - 1r a la Cronoescalada al Txitxarro

### Resultats a la Volta a Espanya
- 1979. 7è de la classificació general. Vencedor d'una etapa. 1r del Gran Premi de la Muntanya
- 1980. 30è de la classificació general
- 1982. Abandona
- 1983. Abandona (17a etapa)
- 1984. 20è de la classificació general. 1r del Gran Premi de la Muntanya
- 1985. Abandona (11a etapa)
- 1986. 26è de la classificació general. Vencedor d'una etapa
- 1987. Abandona (11a etapa)
- 1988. No surt (14a etapa)

### Resultats al Tour de França
- 1980. Abandona (6a etapa)
- 1982. 110è de la classificació general